# Eros Ramazzotti
Eros Luciano Walter Ramazzotti, noto semplicemente come Eros Ramazzotti (Roma, 28 ottobre 1963), è un cantautore italiano.
Annoverato tra i cantautori italiani di maggior successo nel panorama internazionale, nonché tra i più noti esponenti della musica leggera italiana, ha ottenuto popolarità presso il grande pubblico nel 1984, quando vinse la categoria Nuove proposte del Festival di Sanremo con il brano Terra promessa; da allora ha venduto circa 70 milioni di dischi, i quali lo rendono tra gli artisti italiani con il maggior numero di vendite. Ramazzotti vanta soprattutto importanti collaborazioni artistiche con cantanti di levatura internazionale quali Tina Turner, Cher, Anastacia, Ricky Martin, Julio Iglesias, Luis Fonsi, Helene Fischer, Joe Cocker, Laura Pausini, Luciano Pavarotti, Andrea Bocelli  e Patsy Kensit. In una carriera più che quarantennale si è aggiudicato numerosi premi e riconoscimenti, guadagnati per aver promosso l'immagine della musica italiana all'estero.

## Biografia

### Infanzia

Un Ramazzotti bambino in posa con la maglia della : la passione per il calcio lo porterà a diventare tra i nomi di spicco della nazionale italiana cantanti.

Nato da Rodolfo Ramazzotti (1937-2024), operaio edile, e Raffaella Molina (1925-2002), casalinga di origini calabresi, cresce nel quartiere periferico di Roma sud-est Cinecittà, nel comprensorio di case popolari Lamaro.
Sin da giovane mostra una precoce predisposizione per la musica, interessandosi prima allo studio del pianoforte e poi della chitarra, avvalendosi di due amici del suo quartiere.
Dopo la licenza media, fa domanda di ammissione al Conservatorio di Roma, ma viene respinto. Si iscrive allora a ragioneria, ma dopo tre anni frequentati con scarso interesse e profitto abbandona gli studi. La difficile vita di periferia lo spinge a sviluppare, in adolescenza, un carattere chiuso: alla compagnia dei coetanei preferisce quella del suo cane. La traumatica fine del suo compagno di banco Ivano, morto in un incidente stradale dopo aver consumato una dose di eroina, lo spinge a puntare sulla passione per la musica per evitare di cadere nel tunnel della droga come molti ragazzi del suo quartiere.
In gioventù, influenzato dagli ideali politici del padre, si tessera al Partito Comunista Italiano, ritirando tuttavia la sua iscrizione dopo sei mesi.
Dopo un tentativo fallito della famiglia di emigrare in Australia (a causa di problemi economici), Eros trascorre un intero anno a studiare inglese.

### I primi passi nel mondo della musica (1981-1983)

Un giovane Ramazzotti a inizio carriera

Nel 1981 partecipa al concorso Voci Nuove del Festival di Castrocaro, dove presenta la canzone Rock '80, scritta qualche anno prima.
La vittoria arride a Zucchero Fornaciari e a Fiordaliso, ma il giovane Ramazzotti, prima della manifestazione, viene fatto esibire da Gianni Ravera, assieme a tutti gli altri giovani talenti, dinanzi ai vari rappresentanti delle case discografiche. Riceve solo due preferenze, da Roberto Galanti e dal barone Lando Lanni, fondatori e soci della neonata casa discografica milanese DDD - Drogueria di Drugolo. I due, per non condizionare la scelta, votano separatamente, ed entrambi rimangono affascinati dal timbro nasale che in seguito sarebbe diventato tratto distintivo predominante nella sua vocalità. È lo stesso Ravera a mediare, in seguito, l'offerta del contratto nei suoi uffici di Roma.
Nel 1982 partecipa a Un disco per l'estate di Saint-Vincent con la canzone Ad un amico, composta con Roberto Colombo, dedicata a un amico d'infanzia prematuramente scomparso.
In questo periodo, viaggia in Italia, esibendosi pubblicamente e rilasciando interviste a emittenti radiofoniche private per pubblicizzare la propria musica, che le case discografiche inizialmente non intendevano pubblicare.
Il primo approccio importante al mondo musicale è del 1983 ai Castelli Romani, quando partecipa a una manifestazione canora nella quale interpreta Pezzi di vetro, di Francesco De Gregori.

### I tre Festival di Sanremo (1984-1986)

Ramazzotti premiato come vincitore del Festival di Sanremo 1986 con Adesso tu

Il 3 febbraio 1984 partecipa al Festival di Sanremo, nella sezione "Nuove proposte", con il brano Terra promessa, che sarebbe inizialmente dovuto uscire a ottobre ma che venne proposto alle selezioni di Sanremo Giovani; ammesso alla finale, vince la manifestazione nella sezione "Nuove proposte". Grazie anche all'arrangiamento vagamente dance ne viene realizzata una seconda versione estesa, pubblicata su discomix. Inizia da lì la sua notorietà, anche internazionale, quando comincia ad affrontare platee tedesche, austriache e svizzere. Sempre nel 1984, alla Vela d'Oro di Riva del Garda, presenta la canzone Buongiorno bambina.
Si ripresenta a Sanremo nell'edizione del 1985, stavolta tra i "Big", con il brano Una storia importante. Si classifica sesto ma a livello discografico è un trionfo; difatti, il singolo sanremese vende oltre un milione di copie in Francia. Segue la pubblicazione del suo primo album, Cuori agitati inciso anche in lingua spagnola col titolo Almas rebeldes.

Ramazzotti (a destra) con Tracy Spencer, i due vincitori del Festivalbar 1986

L'anno seguente trionfa a Sanremo anche nella classifica finale, ottenendo il primo posto con Adesso tu, che fa da apripista all'uscita del secondo album, Nuovi eroi, titolo omonimo per un'altra sua canzone di successo. Anche questo album viene inciso in lingua spagnola, a conferma della sua popolarità oltre confine. In quello stesso anno vince anche il suo primo Festivalbar, nella categoria 33 giri, con l'album Nuovi eroi.

### La notorietà internazionale (1987-1992)
Il terzo album, In certi momenti, esce il 28 ottobre 1987, giorno del suo ventiquattresimo compleanno, e vede la partecipazione di Patsy Kensit nel brano La luce buona delle stelle – avvio di molte prestigiose collaborazioni internazionali nella carriera del cantante – ed è il suo primo lavoro a entrare nelle posizioni più alte delle classifiche europee. Per promuoverlo, Ramazzotti inizia un tour durato nove mesi, che registra ottimi risultati di pubblico. Anche il numero di copie vendute è significativo: oltre 3 milioni.
Nel 1988 pubblica l'EP Musica è.
Nell'aprile del 1990 esce In ogni senso, che viene presentato a Venezia in una conferenza stampa ufficiale, nella quale figurano accreditati circa 200 giornalisti internazionali; l'album viene infatti pubblicato in 15 nazioni. Il nuovo lavoro contiene alcune delle canzoni più celebri del suo repertorio, e durante la tournée promozionale, per la prima volta dopo due anni di lontananza dai palcoscenici, su consiglio del noto discografico statunitense Clive Davis, tiene un concerto negli Stati Uniti, al Radio City Music Hall di New York (19 luglio 1991), che risulterà un "tutto esaurito".
Il 28 ottobre successivo esce il suo primo album doppio dal vivo, Eros in concert; il seguente 4 dicembre, Canale 5 trasmette in esclusiva per l'Italia, e in leggera differita sulla diretta in mondovisione, l'esibizione di Barcellona, tappa del mini-tour promozionale del disco live. Le parti più significative di questo concerto, il cui incasso viene interamente devoluto da Ramazzotti in beneficenza, diviso a metà tra le Associazioni per la lotta al cancro italiana e spagnola, verranno poi riproposte in una VHS pubblicata nel 1992 col titolo Eros Ramazzotti - In giro per il mondo, insieme ad immagini inedite girate a New York.
Il 12 maggio 1992 vola con Gianni Morandi a Los Angeles per presentare a Michael Jackson il loro impegno benefico per l'infanzia grazie alla Nazionale Cantanti con la partita di calcio svoltasi poi il 3 giugno dello stesso anno. I tre appaiono sulla copertina del numero 22 di TV Sorrisi e Canzoni uscito a fine maggio. Lo stesso anno Eros duetta con Biagio Antonacci nel brano Almeno non tradirmi tu contenuto nell'album Liberatemi e partecipa in Argentina alla manifestazione musicale Toma La luna.

### Tutte storiecon Spike Lee (1993-1995)
Nel 1993 esce il suo nuovo album Tutte storie, trainato dal successo del singolo Cose della vita il cui videoclip viene firmato dal regista Spike Lee; è la prima volta che l'artista statunitense lavora con un artista europeo. Il giro di concerti atto a promuovere l'uscita dell'album si risolve di nuovo con ampi trionfi ed è tra i più importanti della sua carriera; si conclude nel Nord America e per la prima volta nei paesi latino-americani: nel novembre 1994 il cantante si esibisce agli MTV Europe Music Award di Berlino. L'album venderà oltre 5 milioni di copie in tutto il mondo.

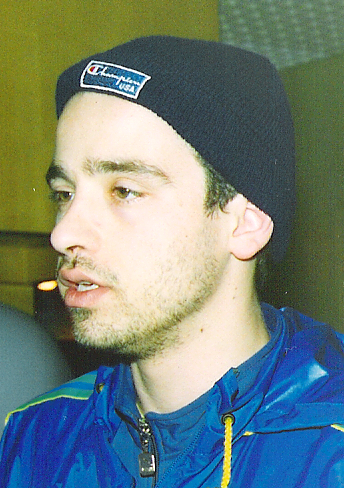
Ramazzotti nei primi anni 1990

Il 1994 per Ramazzotti inizia con la creazione di una sua società produttiva e organizzativa, la Radiorama, e con la firma di un nuovo contratto discografico con la BMG International, che da qui in avanti ne detiene l'esclusiva mondiale.
Nell'estate 1995 partecipa alla manifestazione musicale europea Summer Festival, svolta in sette stadi europei e per la prima volta ha l'occasione di esibirsi con celebrità rock come Rod Stewart, Elton John, Joe Cocker, Jimmy Page, Robert Plant e Sheryl Crow. È in quella occasione che conosce dopo un concerto a Milano la modella svizzera Michelle Hunziker.

### Dove c'è musicae la prima raccolta (1996-1999)
Nella tarda primavera del 1996 uscì Dove c'è musica, settimo lavoro del cantautore, nonché primo in cui ebbe il controllo completo. Il brano scelto per anticiparlo fu Più bella cosa, pubblicato anche da Todd Terry in una versione house per il mercato statunitense. Registrato tra l'Italia e gli Stati Uniti in collaborazione con artisti del calibro di Mike Landau, Nathan East e Vinnie Colaiuta, il disco mescola sonorità di rock alternativo con venature melodiche, combinazione che riscontrò un ottimo successo, in quanto risultò essere il più venduto del 1996. Dopo un tour europeo, si concede una pausa, scrivendo nel frattempo il brano That's all I need to know per Joe Cocker.
Eros, una raccolta che getta un ponte ideale tra gli esordi e il presente, esce nell'ottobre 1997 con due inediti: la ballata Quanto amore sei - dedicata alla compagna Michelle Hunziker e alla figlia Aurora - e Ancora un minuto di sole. I duetti musicali sono: Musica è, che presenta come ospite un astro nascente dell'opera lirica, Andrea Bocelli, e Cose della vita/Can't Stop Thinking Of You, interpretato con Tina Turner. L'album venderà oltre 7 milioni di copie nel mondo.
Nell'estate del 1998, poco dopo il matrimonio con Michelle Hunziker, si esibisce allo Stadio Giuseppe Meazza di Milano e allo Stadio delle Alpi di Torino, facendo registrare in entrambe le occasioni il tutto esaurito. La data di Torino ha però una coda polemica dovuta al fatto che Ramazzotti, in seguito all'infortunio del bassista Flavio Scopaz colpito da una monetina, decide di interrompere il concerto apostrofando i presunti autori del gesto come "tifosi granata"; la conseguente reazione del pubblico lo costringe ad abbandonare il palcoscenico.
Successivamente partecipa all'evento Pavarotti & Friends dove ritrova Spike Lee e si esibisce con Luciano Pavarotti in Se bastasse una canzone. Nell'ottobre 1998 esce il nuovo CD dal vivo, Eros live. Nel marzo 1999 viene premiato ad Amburgo con l'Echo Award nella categoria Migliore artista maschile internazionale. A margine della premiazione avviene la presentazione del nuovo album di Gianni Morandi Come fa bene l'amore, in cui Ramazzotti collabora in veste di produttore e coautore di testi e musiche. Durante l'estate del 1999 partecipa ad alcuni festival in Germania.

### Stileliberoe9(2000-2003)
Il suo ottavo album, Stilelibero, esce nel 2000 e rimane per diversi mesi nelle classifiche di vendita. Tra i singoli pubblicati Più che puoi, un duetto con Cher che ottiene un grande successo europeo; verrà registrato anche un video, con immagini tratte dalle registrazioni della canzone, e ne verranno realizzate delle versioni dance per la diffusione nelle discoteche. Nella primavera del 2001 parte un nuovo tour europeo che lo porta a esibirsi per la prima volta anche a Mosca, con tre concerti al Kremlin Palace, dal 2 al 4 novembre 2001. Nell'ultima data di questo tour, a Milano, il 30 novembre 2001 sul palco salgono alcuni suoi amici per cantare alcuni duetti: Raf per Anche tu, Patsy Kensit per La luce buona delle stelle e Antonella Bucci per Amarti è l'immenso per me. I successi professionali lasciano poi il passo ai dissapori con la moglie Michelle Hunziker, che lo porteranno a una traumatica separazione, seguita da diverse battaglie legali. Nello stesso periodo, l'8 luglio 2002, viene a mancare la madre Raffaela, a cui il cantante era molto legato: alla sua memoria è dedicata la canzone Mamarà, che trae il proprio titolo dal soprannome con cui la donna era chiamata dai suoi figli. Sempre nel 2000 la sua canzone Stella gemella verrà riarrangiata a tempo di rap dai Gemelli DiVersi, che l'anno dopo apriranno tutti i concerti del suo tour, e intitolata Anima gemella, in duetto con lo stesso Ramazzotti, inserita poi nell'album di questi ultimi 4x4.
Nel maggio 2003 esce il suo nono disco, chiamato simbolicamente 9. Anche questo ottiene ottimi risultati commerciali rimanendo in testa per 14 settimane consecutive nella classifica italiana, guadagnando dieci dischi di platino e vendendo oltre 3 milioni di copie nel mondo. In questo lavoro descrive le proprie esperienze personali, collegandosi alla scomparsa della madre con Mamarà e soprattutto al divorzio dalla moglie con Un'emozione per sempre, brano scritto con Claudio Guidetti, Maurizio Fabrizio e Adelio Cogliati inizialmente per Alex Baroni, che diventa uno dei singoli più venduti dell'anno. Anche Solo ieri, scritto nuovamente con Guidetti e Cogliati, e secondo singolo tratto dall'album, parla della separazione con la moglie. Nel 2003 vince il Festivalbar, ed è proprio l'ex moglie Michelle Hunziker, presentatrice della manifestazione, a trovarsi ad annunciare la vittoria del cantante e a premiarlo.

### Eros Roma LiveeCalma apparente(2004-2006)

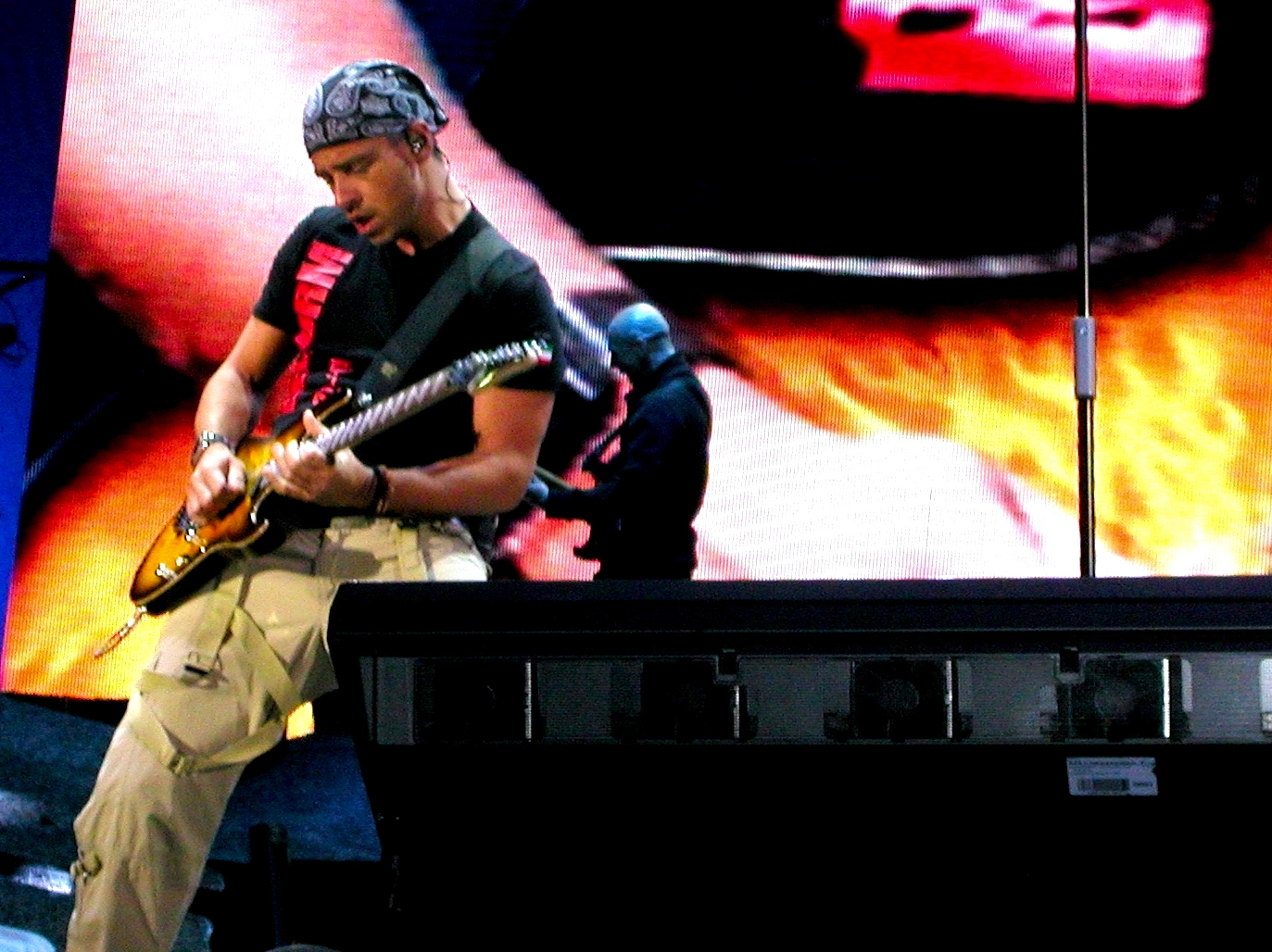
Ramazzotti in concerto allo stadio Olimpico di Roma nel 2004

Nel dicembre 2004 esce Eros Roma Live, DVD che raccoglie l'esibizione di Ramazzotti allo Stadio Olimpico della sua città natale.
Sempre nel 2004 scrive la sigla della serie TV Benedetti dal Signore, interpretata da Ezio Greggio ed Enzo Iacchetti.
Nel novembre del 2005 esce il libro Eros - Lo giuro di Luca Bianchini, che racconta la vita e i successi di Eros Ramazzotti. I proventi del libro sono devoluti alla Lega del Filo d'Oro. Dopo un'ipotesi iniziale di lasciare l'Italia a seguito di nuove tensioni anche a causa del gossip, decide di trasferirsi a Milano.
Il suo decimo disco, Calma apparente, il 28 ottobre 2005 in occasione del suo compleanno, vende in Europa un milione di copie in un solo mese (raggiungerà i due milioni di copie) e gli frutta il premio Platinum Europe Award, conferitogli a Parigi. Ramazzotti è il primo artista italiano a utilizzare per questo lavoro, oltre al normale formato CD, il DualDisc, supporto formato da un lato da un semplice CD e dall'altro da un DVD, nel quale sono presenti contenuti speciali. Nell'album sono presenti 13 canzoni, tra le quali il duetto con Anastacia, I Belong to You (Il ritmo della passione), pubblicato come secondo singolo da entrambi gli artisti. La canzone diventa un grande successo, raggiunge la vetta di molte classifiche europee, tra cui l'Italia, la Svizzera, la Germania e l'Ungheria. Il brano viene accolto positivamente dalla critica e dal pubblico. Viene definita una delle più belle ballate d'amore di sempre, e diventa la nona canzone più venduta dell'anno in tutta Europa. Gli altri singoli estratti sono i brani La nostra vita, Bambino nel tempo e la ballata Sta passando novembre.

### e², la seconda raccolta (2007-2008)
Dopo un'estate a dominare le classifiche con il duetto Domo mia (cantato in sardo con i Tazenda), torna con un nuovo album: il 26 ottobre del 2007 viene pubblicata una doppia raccolta di successi, con 4 inediti e rivisitazioni e varie collaborazioni come quella per il primo singolo estratto, Non siamo soli in duetto con Ricky Martin che viene trasmesso dalle radio a partire dal 21 settembre 2007. Il singolo raggiunge il primo posto in classifica. L'album, formato da due cd: il primo contenente 4 inediti e 14 canzoni rimasterizzate; il secondo 17 successi del passato rivisitati con collaborazioni di Carlos Santana, Wyclef Jean (Fugees), Steve Vai, Jon Spencer, Amaia Montero, London Session Orchestra, Pat Leonard, Rhythm Del Mundo, The Chieftains. A pochi giorni dall'uscita riscuote subito un grande successo: ottiene la prima posizione in classifica in Italia e la seconda in Europa dietro solo agli Eagles.
Inoltre, suona l'assolo di chitarra nel singolo Sei fantastica di Max Pezzali.
Nell'aprile 2008 riceve negli Stati Uniti il premio del NIAF per il contributo dato alla musica italiana nel mondo.
A ottobre 2008 tiene tre concerti in Australia, dove e² riesce a classificarsi.

### Ali e radicie il tour mondiale (2009-2012)
Anticipato dal singolo Parla con me, in radio dal 24 aprile 2009, il 22 maggio 2009 esce in tutto il mondo Ali e radici (RCA/Sony Music), nuovo disco di inediti, con undici canzoni. Vi è, inoltre, una dodicesima traccia non presente nell'album ma scaricabile dal sito iTunes Store dal titolo Linda e il mare. Durante la prevendita, con oltre 210.000 prenotazioni, si è aggiudicato tre dischi di platino.
L'uscita del disco, registrato a Los Angeles, anticipato di qualche mese il nuovo tour mondiale, iniziato nel mese di ottobre 2009. Il tour, Ali e radici World Tour 2009/2010, si svolge dall'autunno del 2009 all'estate dell'anno seguente in tutta Europa, con oltre 60 concerti e per la prima volta in Africa, con una tappa a Cartagine in Tunisia.

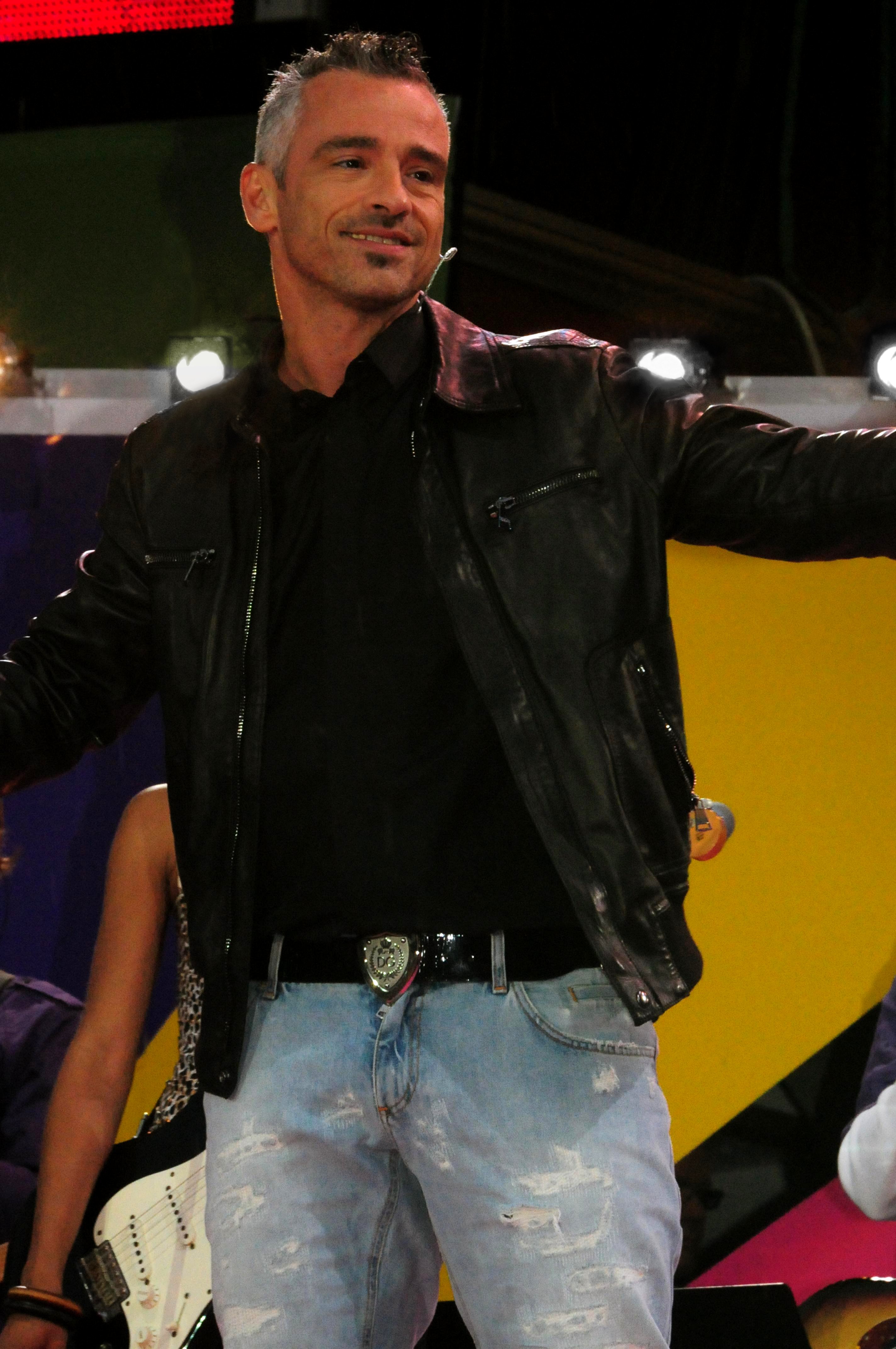
Ramazzotti in concerto nel 2009

Nel mese di maggio 2010 si esibisce in America Latina, cantando in Messico (Guadalajara, Monterrey, Città del Messico), Venezuela (Caracas), Portorico, Santo Domingo, più una data nel Nord America, a Miami.
In occasione della tappa di Bergamo del 19 luglio 2010 Ramazzotti è premiato per il miglior tour dell'anno. Esce il 30 novembre 2010 il doppio CD dal vivo e il DVD dal titolo: 21:00 Eros Live World Tour 2009/2010, registrato durante il tour mondiale.
Nel mese di febbraio 2011 Eros vince nella categoria "Best International Music Artist" esibendosi sul palco tedesco del Goldene Kamera con un medley di Cose della vita, Più bella cosa e Non possiamo chiudere gli occhi. In quell'anno raggiunge i 55 milioni di copie vendute, consacrandosi l'artista italiano di maggiore successo nel mondo. Sempre nel 2011 Eros lascia la casa discografica Sony Music per firmare un contratto con Universal Music Italia, e scrive parte della musica del brano Inevitabile per la cantautrice italiana Giorgia. La canzone è contenuta nel disco di inediti della cantante, Dietro le apparenze, ed è il primo duetto tra Giorgia e Ramazzotti. Questa canzone viene estratta come terzo singolo dall'album di Giorgia. Ramazzotti nel 1995 aveva già collaborato con Giorgia, scrivendo parte della musica del brano “Come Saprei”, vincitore del Festival di Sanremo. Il 31 gennaio 2012 Inevitabile viene certificato da FIMI disco d'oro per le oltre 15.000 copie vendute. Successivamente, il 17 luglio 2012 il singolo viene certificato da FIMI disco di platino per le oltre 30 000 copie vendute.

### NoiedEros 30(2012-2014)
Nel gennaio 2012 esce una raccolta dell'ex casa discografica Sony Music intitolata Eros Best Love Songs, che contiene i successi dal 1985 al 2009, più il duetto con Giorgia, contenuto nell'album Dietro le apparenze della cantante romana, che raggiunge il primo posto su iTunes Spagna mentre è secondo nella classifica FIMI.
Nel maggio 2012 Ramazzotti firma un contratto con la Live Nation Italia per l'organizzazione del proprio successivo tour mondiale.
L'8 luglio 2012 si esibisce al White Night Festival a San Pietroburgo, in Russia, canta alcuni dei suoi successi e dopo sei anni torna sul palco insieme ad Anastacia cantando I Belong to You.
Il 13 novembre pubblica con la Universal Music Group l'album di inediti Noi.. Il primo singolo estratto, dal titolo Un angelo disteso al sole, è pubblicato il 12 ottobre in italiano e spagnolo ("Un angel como el sol tu eres") e raggiunge la prima posizione su iTunes.
L'album Noi/Somos, uscito il 13 novembre, raggiunge la prima posizione iTunes in Italia e in altri 16 Paesi del mondo (Svizzera, Belgio, Lussemburgo, Romania, Ungheria, Guatemala, Honduras, Repubblica Dominicana, Grecia, Germania, Austria, Malta, Slovenia, Slovacchia, Cipro, Bulgaria) e il secondo posto in Olanda, Spagna, Costa Rica, Finlandia. L'album contiene 14 canzoni e varie collaborazioni: in Io sono te è accompagnato dalla voce di Giancarlo Giannini e Andy García (in spagnolo e inglese) e da Lara Pagin; in Fino all'estasi Nicole Scherzinger; in Testa o cuore il gruppo rap Club Dogo; in Così il trio di tenori Il Volo e infine in Solamente uno il gruppo Belga degli Hooverphonic. In Italia, nella prima settimana di pubblicazione, l'album è certificato disco d'oro per le oltre 30 000 copie vendute come anche in Venezuela; mentre, sempre in Italia, il disco raggiunge il disco di platino nella seconda settimana; e a gennaio ha conseguito il triplo disco di platino per le oltre 180 000 copie vendute.
Il 25 novembre partecipa alla trasmissione Che tempo che fa su Rai tre, eseguendo dal vivo il singolo Un angelo disteso al sole, mentre il 29 novembre è in Spagna per ritirare il premio Ondas per la musica. Nel dicembre 2012 compone con Luca Paolo Chiaravalli e Saverio Grandi le musiche del singolo Due respiri di Chiara Galiazzo, vincitrice della sesta edizione di X Factor.
Agli Echo Awards 2013, assegnati a Berlino nel marzo 2013, ottiene una nomination, senza tuttavia aggiudicarsi premi. Nel giugno dello stesso anno partecipa all'album di Max Pezzali Max 20 cantando e suonando la chitarra nel brano Lo strano percorso, e apparendo anche nella riedizione di Sei fantastica (nella quale aveva suonato l'assolo di chitarra). Nel 2014 Eros festeggia i suoi 30 anni di carriera con la pubblicazione del greatest hits Eros 30.

### Perfetto,Eros Duetse altre attività (2015-2017)
Il 12 maggio 2015 esce il suo nuovo album, Perfetto (Perfecto, nella versione spagnola). L'album, il secondo di inediti per la casa discografica Universal Music Group e il tredicesimo della carriera, è composto da 14 nuove canzoni.
L'album viene anticipato dal singolo Alla fine del mondo, in radio dal 27 marzo sia in italiano che in spagnolo (Al fin del mundo).
Il 26 luglio si ritrova insieme a Jovanotti allo Stadio San Paolo di Napoli per rendere omaggio all'amico Pino Daniele, scomparso sei mesi prima.
Dopo due mesi e mezzo dalla pubblicazione la FIMI ha annunciato che l'album è stato certificato disco di platino per aver venduto oltre 50 000 copie.
Il 19 ottobre 2017 viene annunciata l'uscita dell'album Eros Duets; si tratta di una raccolta di 15 brani di successo del cantante in duetto con altri artisti internazionali. L'album verrà pubblicato il 17 novembre 2017 in formato CD e vinile. Nel 2017 Eros è anche autore del brano Le parole sono niente (scritto assieme a Claudio Guidetti, Kaballà e Francesco Bianconi dei Baustelle), contenuto nell'album Quarant'anni che ti amo di Umberto Tozzi.

### Vita ce n'è(2018-2019)
Il 19 ottobre 2018 ha pubblicato il singolo Vita ce n'è, che ha anticipato il quattordicesimo album omonimo, pubblicato il 23 novembre successivo.
Il 14 dicembre 2018 ha pubblicato il secondo singolo In primo piano, mentre il 18 gennaio 2019 il terzo singolo Per le strade una canzone, in collaborazione con Luis Fonsi.
Nel luglio 2021 annuncia di essere al lavoro per il quindicesimo album di inediti.

### Battito infinito(2022-2023)
Il 10 giugno 2022 ha pubblicato il singolo Ama, che anticipa l'uscita dell'album Battito infinito, prevista per il 16 settembre 2022. Viene annunciato anche il Battito infinito World Tour, parte il 30 ottobre da Los Angeles per terminare in Lituania l'11 maggio 2023.

## Vita privata
Nel 1986 si fidanza con una ragazza di nome Donatella Giussani, che compare al suo fianco sulla copertina del disco In certi momenti del 1987, e a cui dedica la canzone Ti vorrei rivivere. Nel 1995 Eros conosce, dopo un concerto a Milano, Michelle Hunziker, con la quale inizia una relazione. I due hanno una figlia, Aurora Sophie Ramazzotti, nata il 5 dicembre 1996. La coppia si sposa nel 1998 nel Castello Odescalchi di Bracciano, per poi separarsi nel 2002 e divorziare nel 2009, rimanendo comunque in buoni rapporti.
Nel maggio 2009 si fidanza con la modella Marica Pellegrinelli, all'epoca appena ventunenne, che lo aveva premiato ai Wind Music Awards del 2009. Il 2 agosto 2011 nasce la loro prima figlia, Raffaella Maria. Il 6 giugno 2014 si sposano con rito civile a Milano. Il 21 giugno la coppia festeggia il matrimonio a Monterotondo di Gavi, in Piemonte. Il 14 marzo 2015 nasce il secondo figlio, Gabrio Tullio. La coppia si separa poi nel luglio 2019.
Il 30 marzo 2023 diventa nonno per la prima volta di Cesare, primogenito della figlia Aurora e del compagno Goffredo Cerza.

## Controversie
- Nel mese di ottobre 2011, Eros Ramazzotti, Rod Stewart, Sting, Julio Iglesias ed Ennio Morricone hanno tenuto concerti a Tashkent, capitale dell'Uzbekistan, come eventi principali del festival culturale che vi si organizza con periodicità annuale.[72] Le polemiche sono nate dal fatto che il festival era considerato espressione del potere dittatoriale di Islom Karimov, la cui figlia, Gulnora Karimova, era promotrice e organizzatrice dell'evento, con rischio di fornire uno strumento di visibilità, propaganda e consenso a uno dei peggiori regimi del pianeta, considerato, secondo i rapporti di Human Rights Watch, tra i più truci e repressivi del mondo, tanto da contendersi il primato negativo con i regimi di Corea del Nord e Birmania.[72]

## Discografia

### Album in studio
- 1985 – Cuori agitati (DDD)
- 1986 – Nuovi eroi (DDD)
- 1987 – In certi momenti (DDD)
- 1988 – Musica è (DDD)
- 1990 – In ogni senso (DDD)
- 1993 – Tutte storie (DDD, BMG Ariola)
- 1996 – Dove c'è musica (DDD)
- 2000 – Stilelibero (BMG)
- 2003 – 9 (BMG Ariola)
- 2005 – Calma apparente (Sony BMG Music Entertainment)
- 2009 – Ali e radici (Sony Music, RCA)
- 2012 – Noi (Universal Music Group)
- 2015 – Perfetto (Universal Music Group)
- 2018 – Vita ce n'è (Universal Music Group)
- 2022 – Battito infinito (Universal Music Group)

### Raccolte ufficiali
- 1997 – Eros  (Sony Music Italia)
- 2007 – e²  (Sony Music Italia)

### Live
- 1991 – Eros in concert  (Sony Music Italia)
- 1998 – Eros live (Sony Music Italia)
- 2010 – 21:00 Eros Live World Tour 2009/2010  (Sony Music Italia)

## Duetti
- La luce buona delle stelle - con Patsy Kensit
- Amarti è l'immenso per me / Amarte es total - con Antonella Bucci
- Andare... in ogni senso / Soñar es gratis - con Piero Cassano
- Tu vivrai - con i Pooh, Enrico Ruggeri, Raf e Umberto Tozzi
- Anche tu - con Raf
- Splendida così coi B-nario
- Non dimenticare Disneyland - con Alex Baroni
- Musica è - con Andrea Bocelli
- Nel cuore lei - con Andrea Bocelli
- In compagnia / En compañía - con Stefano Bozzetti
- Cose della Vita (Can't stop thinking of you) / Cosas de la vida (Can't stop thinking of you) - con Tina Turner
- Se bastasse una canzone - con Luciano Pavarotti
- Stella gemella - con i Gemelli Diversi
- Più che puoi - con Cher
- I Belong to You (Il ritmo della passione) / I Belong to You (El ritmo de la pasión) - con Anastacia
- That's all I need to know/Difenderò - con Joe Cocker
- Nel blu dipinto di blu live - con Laura Pausini
- A ti - con Ricardo Arjona
- Domo mia - con i Tazenda
- Non siamo soli / No estamos solos - con Ricky Martin
- Il ragazzo della via Gluck - con Adriano Celentano
- Adesso tu - con Claudio Baglioni
- Quanno chiove - con Pino Daniele e Randy Crawford
- Solo un volo - con Ornella Vanoni
- Está pasando noviembre - con Amaia Montero
- L'Aurora / La aurora - con Wyclef Jean
- Un attimo di pace / Un segundo de paz - con Take 6
- Più che puoi live - con Roberta Granà
- Inevitabile - con Giorgia
- Così vanno le cose - con Gianni Morandi
- Io sono te - con Giancarlo Giannini e Lara Pagin
- Io sono te (I am you) versione internazionale - con Andy García e Lara Pagin
- Yo soy tu - con Andy García e Lara Pagin
- Fino all'estasi / Hasta el éxtasis - con Nicole Scherzinger
- Testa o cuore - con Club Dogo
- Così / Así - con Il Volo
- Solamente uno / Uno más - con Hooverphonic
- Lo strano percorso - con Max Pezzali
- Credi - con Rocco Hunt
- Vale per sempre con Alessia Cara
- Per le strade una canzone con Luis Fonsi
- Per il resto tutto bene - con Helene Fischer
- Disperato - con Marco Masini (in Masini +1 30th Anniversary)
- La mia felicità - con Fabio Rovazzi

### Duetti con musicisti
- Dove c'è musica / Donde hay música - con Steve Vai
- Dolce Barbara / Un atardecer violento - con Dado Moroni
- Fuoco nel fuoco / Fuego en el fuego - con Carlos Santana
- Un'emozione per sempre / Una emoción para siempre - con The Chieftains
- Mi cherie amor - con Rhythms del Mundo
- Il buio ha i tuoi occhi / La noche son tus ojos - con Rhythms del Mundo
- Taxi Story / Taxi Story (versione spagnola) - con Jon Spencer
- Adesso tu / Ahora tú - con Gian Piero Reverberi & London Session Orchestra
- Musica è / Música es - con Gian Piero Reverberi & London Session Orchestra
- E ancor mi chiedo / Quiero saberlo - con Gian Piero Reverberi & London Session Orchestra
- Solo ieri / Solo ayer - con Gian Piero Reverberi & London Session Orchestra

## Autore
| Anno | Titolo                    | Cantante                    | Note |
| ---- | ------------------------- | --------------------------- | ---- |
| 1991 | Anche tu                  | Raf                         |      |
| 1992 | Almeno non tradirmi tu    | Biagio Antonacci            |      |
| 1993 | Il mare delle nuvole      | Antonella Bucci             |      |
| 1994 | Insieme a te              | Paolo Vallesi               |      |
| 1994 | Sposati subito            | Irene Grandi                |      |
| 1995 | Come saprei               | Giorgia                     |      |
| 1995 | Una ragione di più        | Massimo Di Cataldo          |      |
| 1996 | Una mano sul cuore        | Rossana Casale Mario Rosini |      |
| 1997 | That's all I need to know | Joe Cocker                  |      |
| 1998 | Canzone libera            | Gianni Morandi              |      |
| 2000 | Innamorato                | Gianni Morandi              |      |
| 2000 | Così vanno le cose        | Gianni Morandi              |      |
| 2000 | La storia mia con te      | Gianni Morandi              |      |
| 2000 | Frasi d'amore             | Gianni Morandi              |      |
| 2000 | La mia vita va            | Gianni Morandi              |      |
| 2000 | Come fa bene l'amore      | Gianni Morandi              |      |
| 2000 | Sai che succede           | Gianni Morandi              |      |
| 2000 | Non lasciarmi             | Gianni Morandi              |      |
| 2000 | Bella giornata            | Gianni Morandi              |      |
| 2000 | Non ti dimenticherò       | Gianni Morandi              |      |
| 2000 | La prima notte            | Annalisa Minetti            |      |
| 2003 | Il pavone vanitoso        | Dolores Olioso              |      |
| 2006 | Se camminando             | Vitamina                    |      |
| 2008 | Solo un volo              | Ornella Vanoni              |      |
| 2011 | Inevitabile               | Giorgia                     |      |
| 2011 | La foresta incantata      | Karin Mensah                |      |
| 2012 | Due respiri               | Chiara                      |      |
| 2017 | Le parole sono niente     | Umberto Tozzi               |      |

### Compositore
- Testa (scritta con Claudio Guidetti ed Ezio Greggio) - per la sigla iniziale del telefilm Benedetti dal Signore

## Videoclip

### Videoclip come ospite
- Faccio quello che voglio - di Fabio Rovazzi (2018)
- La mia felicità - di Fabio Rovazzi (2021)

## Libri
- Luca Bianchini. Eros - Lo giuro. Mondadori, 2005. ISBN 978-88-04-63741-7
- Eros Ramazzotti. Grazie di cuore. La mia vita in trentanni di musica. Rizzoli, 2016. ISBN 978-88-17-08743-8

## Tour
- 1985 - Cuori agitati tour
- 1986 - Nuovi eroi tour
- 1988 - In certi momenti tour
- 1988 - Musica è tour
- 1990 - In ogni senso tour
- 1991 - Eros in concert
- 1993 - Tutte storie world tour
- 1994 - Pino, Jova, Eros
- 1994 - Shows in Frankfurt 1994
- 1995 - Summer festivals 1995
- 1996 - Dove c’è musica showcase
- 1996 - Dove c’è musica tour
- 1998 - Eros world tour
- 2000 - Germany summer tour
- 2001 - Stileliberotour
- 2003 - 9 world tour
- 2005 - Calma apparente showcases
- 2006 - Calma apparente tour
- 2008 - Australian tour
- 2009 - World Tour 2009-2010
- 2019 - World Tour 2019

## Curiosità
- Eros ha più volte dichiarato, in svariate occasioni, che il suo "Maestro", la persona dalla quale ha imparato a comporre e scrivere canzoni, sia da sempre Claudio Baglioni.
- Nel 2006 Laura Pausini ha realizzato una reinterpretazione di Stella gemella nel suo album Io canto.[74] La canzone è stata prodotta anche in versione spagnola (Estrella gemela). Nel 2007 a Milano, durante la tappa del tour di Io canto registrata nel DVD San Siro 2007, Laura canta Favola accompagnata agli strumenti da Gabriele Fersini e Paolo Carta: entrambi ex chitarristi in diversi tour di Ramazzotti.
- Eros, a proposito di alcune sue comparsate nei film di Fellini, ha dichiarato, in un'intervista nella trasmissione Che tempo che fa condotta da Fabio Fazio, di aver preso parte al film Amarcord nella scena del lancio delle palle di neve.
- Appassionato di calcio e tifoso della Juventus, fa parte della nazionale cantanti, di cui è stato anche presidente.
- Il 7 marzo 2013 il cantautore rivela al quotidiano La Repubblica di aver invitato il 21 giugno 2013, per il suo concerto allo Stadio Olimpico di Roma, la collega Anastacia, con la quale collaborò per il duetto I Belong to You. Giorni prima la cantautrice era stata costretta ad annullare il suo tour mondiale per una seconda diagnosi di cancro al seno. Ramazzotti dichiara: «A Roma ho invitato Anastacia, voglio rifare con lei il duetto I Belong to You, uno dei più belli della mia vita e darle forza nella sua nuova battaglia contro il cancro». Tuttavia, la cantautrice non riuscì a presentarsi sul palco.[75][76]
- Il 16 febbraio 2022 è stato ospite della prima puntata di Michelle Impossible, show autocelebrativo di Michelle Hunziker, è stata l'occasione per ritrovarsi insieme su un palco, per la prima volta dopo 20 anni dalla loro ultima apparizione in televisione.